# Andy Carroll
Andrew Thomas "Andy" Carroll (Gateshead, Engleska, 6. siječnja 1989.) engleski je nogometaš koji igra poziciju napadača. Trenutačno igra za engleski šestoligaški klub Dagenham & Redbridge. 
Rodio u Gatesheadu, predgrađu Newcastlea i od malena navija za Newcastle United. Nastupao je za mlade engleske reprezentacije, a trenutno ima 9 nastupa za englesku reprezentaciju. 
Prvi je nastup za Newcastle imao u Kupu UEFA sa samo 17 godina i 300 dana, ušavši u igru kao zamjena protiv Palerma.
Na šestomjesečnu posudbu poslan je 14. kolovoza 2007. u Preston North End gdje postiže 1 gol u 11 nastupa. 
Nakon što su Svrake ispale iz Premier lige, Andy postaje jako bitna karika za svoj klub u drugoj ligi. Newcastle je odmah izborio promociju, a Andy je izabran u momčad sezone druge lige. U sezoni 2010./2011. postiže svoj prvi hat-trick u pobjedi Newcastlea 6:0 protiv Aston Ville. Nakon utakmice s Blackpoolom, menadžer Blackpoola Ian Holloway izjavio je da je Carroll najbolji napadač u Premier ligi.
U listopadu 2010. potpisao je novi petogodišnji ugovor.

## Vanjske poveznice
- Profil  Arhivirana inačica izvorne stranice od 11. rujna 2010. (Wayback Machine) nufc.co.uk
- Profil  Arhivirana inačica izvorne stranice od 16. kolovoza 2010. (Wayback Machine) Soccerbase